# Lista de presidentes da Sociedade Geológica de Londres
Lista dos presidentes da Sociedade Geológica de Londres.